# أبي باين
أبي باين (بالإنجليزية: Abie Bain)‏ مواليد 10 أغسطس 1906 في سانت بطرسبرغ - الوفاة 9 أبريل 1993 في أورموند بيتش، كان ملاكم محترف أمريكي صنّف ضمن فئة الوزن الثقيل.

## إحصائيات
خاض خلال مسيرته 108 نزالا، فاز في 66 وتعادل في 6 وخسر في 36. فاز بالضربة القاضية في 24 نزالا.

## روابط خارجية
- أبي باين على موقع بوكس ريك (الإنجليزية) (registration required)